# Transport express régional
Pour les articles homonymes, voir TER.
 (juillet 2017).
Transport express régional, généralement désigné par le sigle TER, est une marque commerciale de SNCF Voyageurs qui s'applique aux trains et autocars qu'elle exploite dans le cadre de conventions passées avec les régions. Le terme TER est utilisé pour désigner l'ensemble de l'activité du transport régional ou plus spécifiquement un train faisant partie de cette activité (train express régional). Tous les trains de desserte régionale et locale exploités par SNCF Voyageurs sont des trains TER, sauf en Île-de-France, où la marque Transilien est utilisée, et en Corse, où ce sont les chemins de fer de la Corse (CFC) qui gèrent le réseau de transport ferroviaire régional.
La genèse de la marque et du concept TER accompagne la régionalisation des services ferroviaires régionaux, c'est-à-dire leur prise en charge par les conseils régionaux sur le plan de la définition des caractéristiques de l'offre et du financement. Le processus de la régionalisation s'est engagé dans le cadre de la compétence générale des régions. Puis la loi d'orientation pour l'aménagement et le développement du territoire (loi Pasqua) de 1995 a mis en place une expérimentation qui a concerné cinq régions. C'est la loi SRU de 2000, entrée en vigueur le 1er janvier 2002 qui fait des régions les autorités organisatrices de transports pour les transports d'intérêt régional sur leur territoire.
De ce fait, le terme est appliqué couramment pour désigner les réseaux ferroviaires voyageurs des onze régions administratives de la France continentale hors Île-de-France. Du point de vue de l'usager, et en dépit d'une organisation par régions et l'existence de tarifs propres à chaque région, le TER est toujours une partie de la SNCF qui détient le monopole sur le plan national. Les tarifs nationaux s'appliquent et les services TER sont vendus avec des produits grandes lignes.
En 2008, le réseau transporte 700 000 voyageurs par jour, à bord de 5 700 trains.
Le réseau transporte 900 000 voyageurs par jour avec 7 000 trains et 1 300 autocars, quand le Transilien en transporte plus de trois millions. Les TER circulent sur 20 489 kilomètres de lignes dont 11 853 électrifiées, selon un rapport de 2019 de la Cour des comptes.
Il offre trois types de services : desserte péri-urbaine, desserte régionale interurbaine, desserte de territoires isolés.
Il dispose de matériel et de ressources humaines propres. Des autocars TER exploités en sous-traitance complètent l'offre de trains dans la plupart des régions, et desservent également des lignes purement routières. La direction TER, dont le siège est à Lyon, fait partie de SNCF Voyageurs.

## Fonctionnement

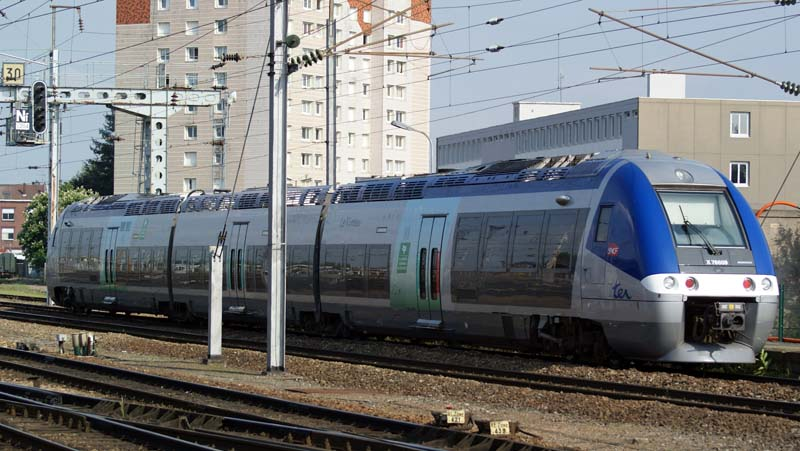
X 76500 du réseau TER Picardie en gare d'Amiens.

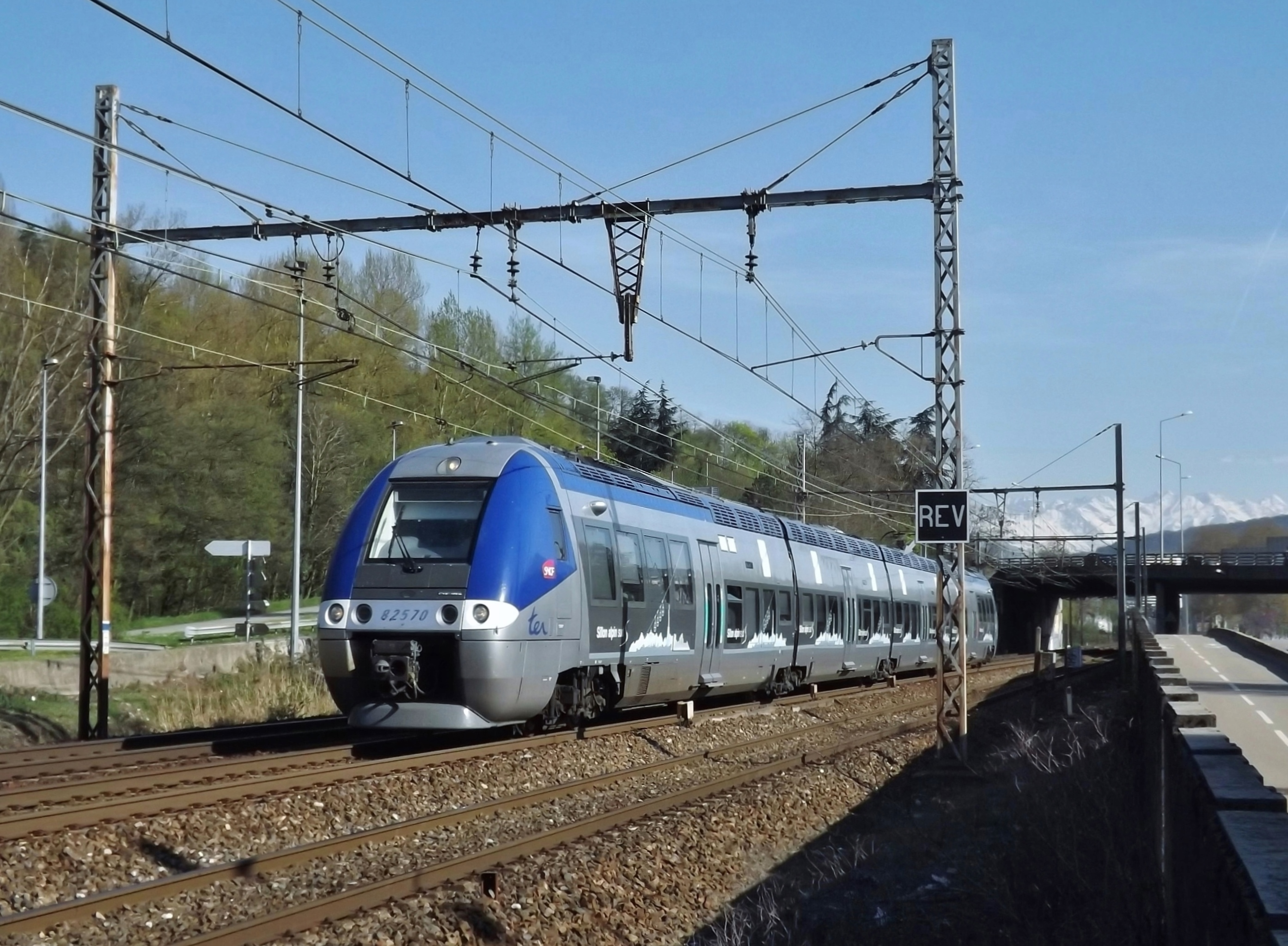
B 82500 du réseau TER Rhône-Alpes quittant Chambéry sur la ligne du Sillon Alpin.

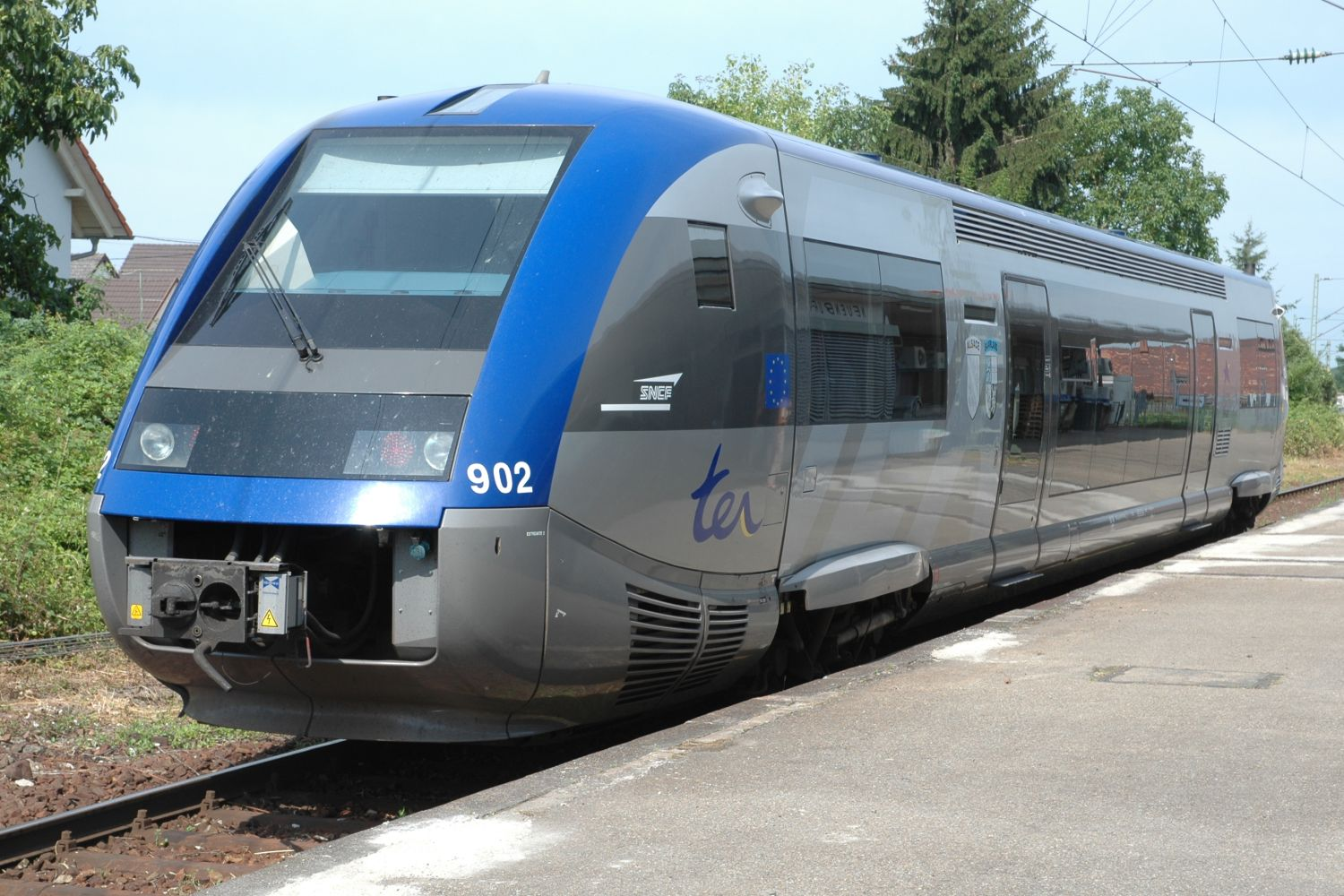
X 73900 du réseau TER Alsace.

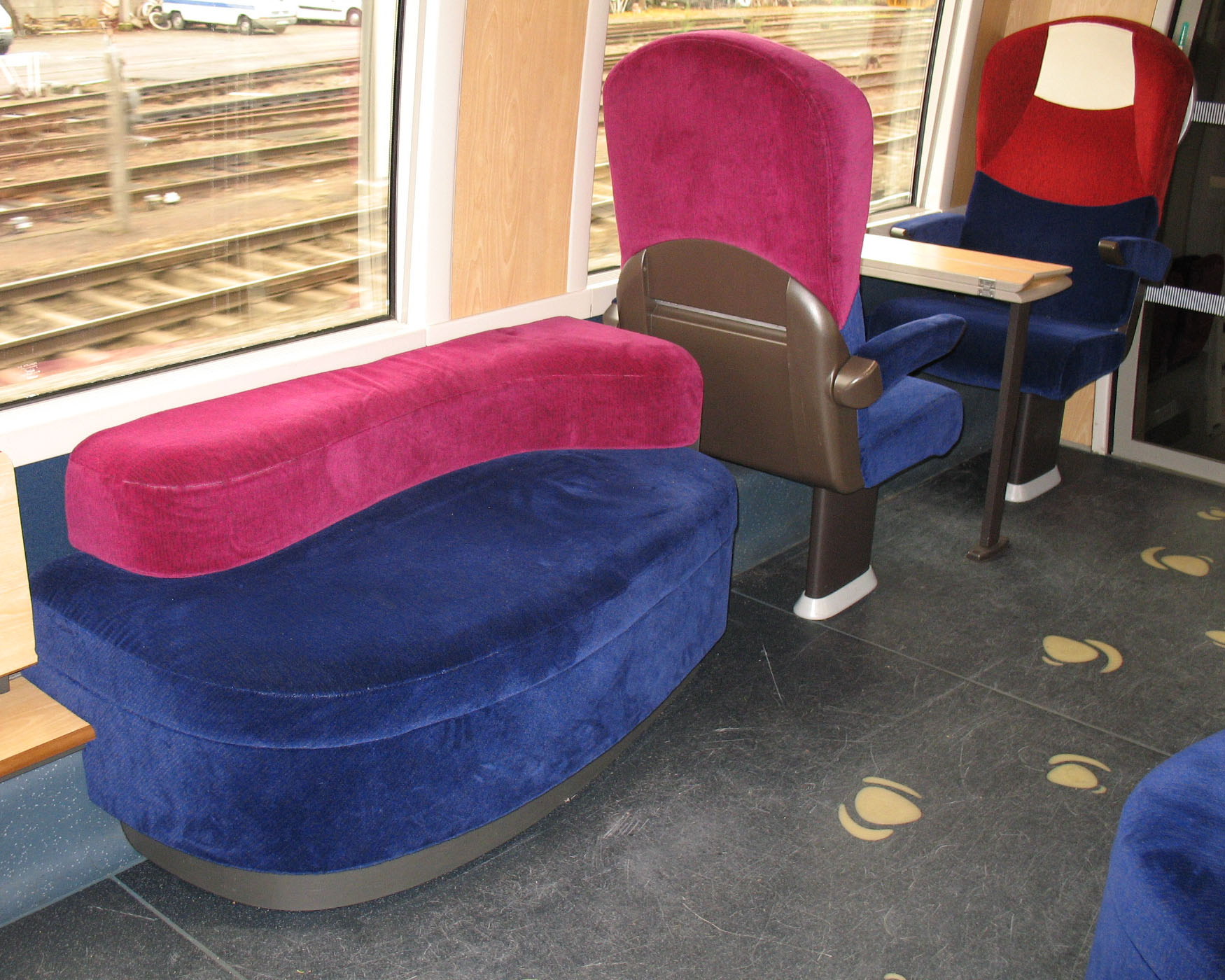
Espace enfants dans le Moovi TER de la région Bretagne.

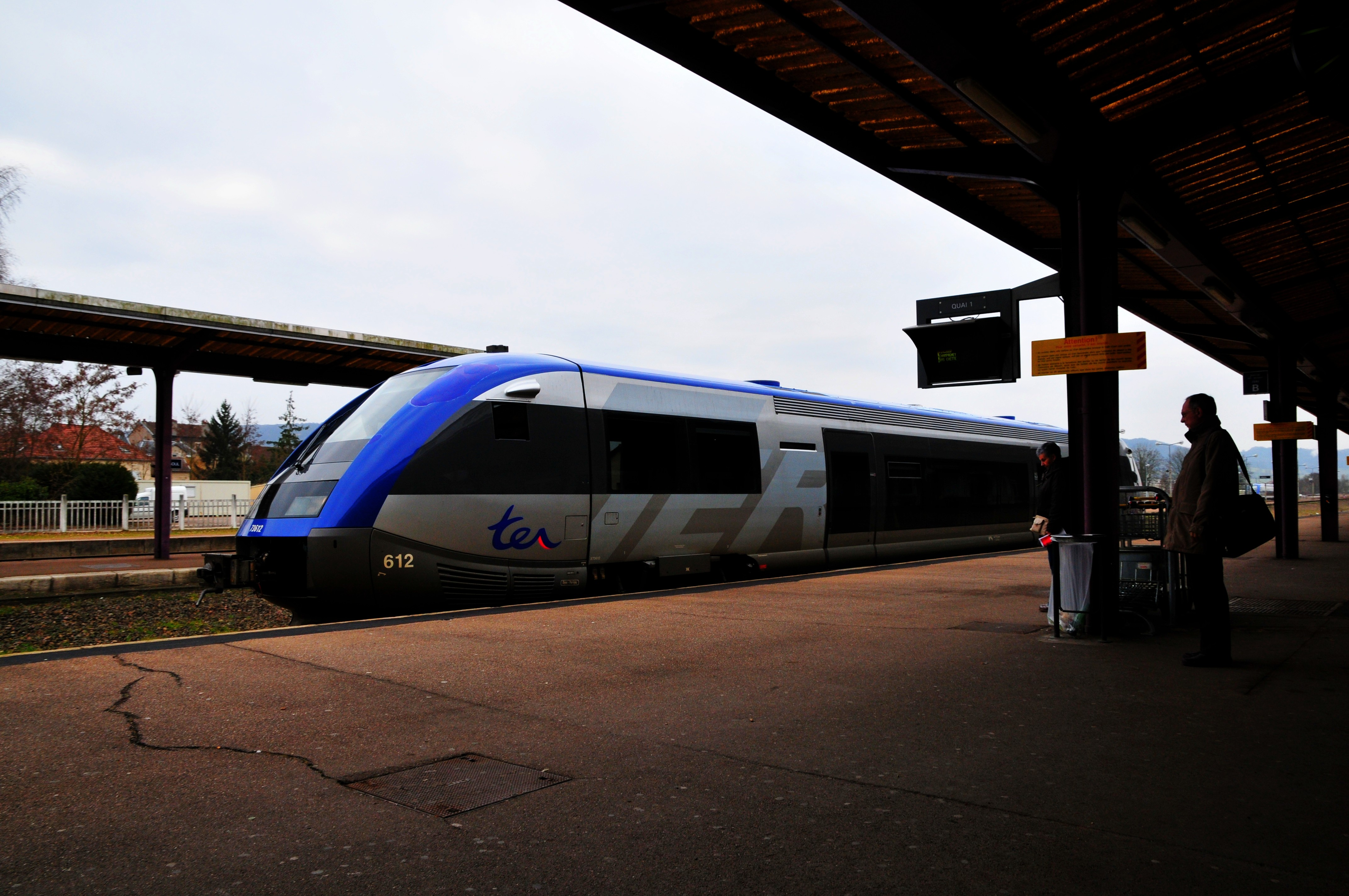
X 73500 en gare de Vesoul.

Le TER a une organisation régionalisée. La régionalisation implique un pilotage de l'entreprise par la décentralisation et la proximité.
La régionalisation, définie par le code des transports (Art. L2121-3), est un partage de responsabilités entre chaque région et la SNCF pour développer le TER, en maintenant le monopole d'exploitation de l'entreprise pour les transports ferroviaires régionaux. Ces responsabilités et les résultats attendus font l'objet d'un contrat avec chacune des régions.
Chaque convention fixe les rôles et missions de la région et de la SNCF : la région définit l'offre de service TER qu'elle souhaite (dessertes, qualité de service, tarification, etc.) ; la SNCF assure la réalisation de cette offre.
Le pilotage décentralisé du TER est confié, pour chaque région administrative, à une direction d’activité TER. Elle est responsable des relations institutionnelles avec le conseil régional et garante, auprès de lui, de la bonne exécution de la convention. Tout ce qui relève concrètement de la maîtrise d’ouvrage de l'activité de transport régional (production du service, qualité de service, maîtrise des coûts, etc.) est du ressort de la direction déléguée TER. Elle doit piloter, au quotidien, la mise en œuvre de ses services. Elle a ainsi en charge le marketing, la conception opérationnelle de l'offre, la gestion du parc, le management qualité, le contrôle de gestion…
La coordination au niveau national est assurée par la Direction du TER, qui a pour mission de définir les politiques d'ensemble, de mettre en réseau les initiatives prises en régions pour développer le TER, de mutualiser les développements de services innovants et enfin d’assurer la complémentarité avec les autres transporteurs SNCF.
Dans le cadre de la régionalisation, chaque région reçoit des dotations financières destinées à compenser les charges qui lui sont transférées. Ces dotations correspondent à :
- l'exploitation des services,
- le renouvellement et la modernisation du matériel roulant,
- la compensation des tarifs sociaux créés par l'État (abonnements de travail, scolaire, etc.).

Par ailleurs, l'État contribue à un programme d'investissement d'une durée de 5 ans pour la modernisation des gares. Chaque région peut compléter ces dotations par des ressources supplémentaires prises sur son propre budget.
Les régions sont décideuses dans les domaines suivants : définition des lignes et des horaires, réception du matériel roulant, choix des horaires de cadencement, arbitrage des dessertes entre trains et autocars, suppression de première classe.

## Historique

### Processus de la régionalisation

#### Décentralisation - effet sur les transports de voyageurs
La régionalisation est le processus qui érige les régions en autorités organisatrices de transports par un transfert de compétences de l'État vers les conseils régionaux, tant sur le plan décisionnel que sur le plan du financement. Sur le domaine des transports de voyageurs, la régionalisation représente l'aboutissement de la décentralisation administrative, qui entre dans une phase décisive avec l'alternance politique de mai 1981. L'illustration la plus emblématique de cette décentralisation est l'instauration de l'élection des conseillers régionaux en suffrage universel, qui va de pair avec la transformation des régions d'établissement public régional (EPR) en collectivité territoriale. Les impulsions positives sur les transports régionaux de voyageurs à la même période ne sont pas directement liées à la décentralisation, mais résultent plutôt d'un changement d'attitude envers l'importance des trains omnibus. Tous les transferts sur route prévus, que ce soit à l'initiative des collectivités ou de la SNCF, sont stoppés dès 1981. Un petit nombre de lignes est rouvert au service voyageurs, mais surtout, l'offre omnibus est relancée sur le plan national à partir du service d'hiver 1981/82 jusqu'au service d'hiver 1983/84. Entre 800 000 et 1 060 500 train-km sont créés à chaque changement d'horaire (deux fois par an), ce qui est quatre fois plus que pendant les années précédentes. À ce titre, il est intéressant de rappeler que le premier ministre, Pierre Mauroy, est justement celui qui en tant que président du conseil régional du Nord-Pas-de-Calais, a imposé la première convention globale avec la SNCF dans sa région en 1978, envers les résistances au plus haut niveau.
La LOTI, votée le 30 décembre 1982, encourage la décentralisation des transports et introduit la notion d'autorité organisatrice. Pour la première fois, une distinction nette entre le rôle d'organisation et d'exploitant est faite. Les autorités organisatrices définissent la consistance des services, leurs conditions de fonctionnement et de financement, et fixent ou homologuent les tarifs. Une grande marge de manœuvre est laissée aux collectivités quant aux modalités d'application concrètes. Puis les lois du 7 janvier et du 22 juillet 1983 définissent les compétences des collectivités en termes d'organisation des transports. Les transports ferroviaires relèvent ainsi de la compétence régionale et peuvent être conventionnés sur la base de leur inscription au plan régional des transports, qui en fait des transports d'intérêt régional. Il en est de même des transports routiers intéressant au moins deux départements d'une même région. La logique décentralisatrice veut en principe que la compensation forfaitaire que l'État verse annuellement à la SNCF au titre de l'exploitation des services omnibus soit intégrée dans la dotation générale de décentralisation. En 1982, cette compensation est de 2,5 milliards de francs, comparés à 1,568 milliard de francs de recettes commerciales réalisées avec les trains omnibus. La SNCF décide d'elle-même comment elle distribue la compensation entre les régions, et la clé de la répartition restera toujours un secret d'entreprise. Mais finalement, l'État ne veut pas ainsi doubler le budget des régions, craignant qu'elles ne détournent les moyens supplémentaires pour des investissements routiers ou des interventions dans le domaine économique et social, tout en démantelant le service public ferroviaire. De ce fait, la décentralisation des services ferroviaires ne peut être que facultative, l'État l'encourageant toutefois et souhaite que les régions s'investissent dans leur amélioration. La SNCF conserve la mainmise sur la plus grande partie du budget affecté aux trains omnibus et exerce des compétences d'autorité organisatrice à défaut de conventions particulières pour certaines lignes ou certaines dessertes.
La première région à conclure une convention avec la SNCF dans le nouveau cadre de la LOTI est le Nord-Pas-de-Calais, mais il s'agit d'un cas spécifique vu que c'est déjà la deuxième convention globale pour cette région. Sinon, seul le Languedoc-Roussillon et la région Midi-Pyrénées se montrent intéressées d'emblée et signent des conventions en octobre 1984 et janvier 1985. Pendant les années 1984 et 1985, la SNCF et l'État essaient de persuader les autres régions de conventionner leurs trains omnibus, puis les termes des conventions sont négociés. L'option du conventionnement global ne paraît guère séduisante aux yeux des conseils régionaux. Formés le plus souvent de matériel déclassé de la banlieue parisienne ou grandes lignes, les trains omnibus souffrent d'une image de désuétude, et nombre d'élus les considèrent comme voués à la disparition complète à moyen terme. La SNCF est perçue comme une structure centralisatrice, technocrate, opaque et proche de l'État, et les régions craignent de perdre une partie de leurs libertés nouvellement acquises en se liant à la société nationale. Les régions ont davantage l'habitude de ne conventionner que des lignes ou des dessertes isolées, quarante-sept conventions étant en vigueur fin 1983. Mais avant tout, la nouvelle politique évoque pour les régions un transfert de charges et d'ennuis dans un domaine relevant traditionnellement de la compétence de l'État. En effet, l'exemple de la région Midi-Pyrénées montre que l'État ne finance que 29,1 % du nouveau schéma régional, et 37,4 % restant à la charge de la région. Dans ces conditions, la SNCF propose aux régions un type de convention plus facilement maîtrisable que les anciennes conventions dites séparées. Elles impliquait un calcul séparé des charges et recettes pour les trains existant antérieurement à la convention, et les trains nouvellement créés dans le cadre de la convention. Ainsi, les collectivités devaient-elles rembourser à la SNCF les pertes de recettes avec les trains préexistants, si bien que les opérations pouvaient se révéler déficitaires pour elles, même si les nouveaux trains étaient occupés jusqu'à la dernière place. Les nouvelles conventions sont donc de type amalgame et considèrent l'ensemble des trains circulant sur une ligne comme une masse homogène. Les régions ne payent que si le supplément de recettes généré par l'amélioration du service ne couvre pas le supplément de dépenses. L'effort financier reste modeste : un million de francs en moyenne par région et par an entre 1986 et 1991. Toutes les autres régions sauf Lorraine, Rhône-Alpes et Poitou-Charentes signent des conventions globales jusqu'à décembre 1986.

#### 1986 - 1990: naissance du TER[8]
La LOTI est pour la SNCF un encouragement d'oser le renouveau des dessertes régionales, et elle crée le Service d'action régionale (SAR) en date du 1er mars 1983. Le SAR est une structure adaptée à la décentralisation à venir et ouverte vers les régions. Elle entame le dialogue avec les élus, les vecteurs d'opinion et les associations et prend compte des dimensions de service public et d'aménagement du territoire. De nombreuses expérimentations sont menées et le retard en matière d'études et de recherches est en partie rattrapé. Le renouvellement du matériel roulant est accéléré, et les dessertes sont successivement améliorées. Une publication du SAR à l'intention des élus et institutions, paru en 1984, s'intitule La Régionalisation : une mission commune, entreprendre et innover. Pour les cheminots, la nouvelle politique de la SNCF paraît comme vitale pour sortir définitivement de la logique de fermeture de lignes et de transferts sur route. Afin de symboliser la rupture avec la désuétude des trains omnibus et le nouvel intérêt porté sur les dessertes régionales, le concept du TER est mis en œuvre pendant l'année 1986. Les trains omnibus sont rebaptisés TER.
Mais le TER n'est non seulement une nouvelle catégorie de trains, mais aussi une marque commerciale qui se veut à la fois label de qualité. Une stratégie de communication unifiée est mise en place sur le plan national. Elle porte sur la communication institutionnelle et grand public, qui s'exprime, entre autres, par les nouveaux documents d'information horaires (fiches horaires et guide régional des transports), et s'étend jusqu'au mobilier dans les gares. Le matériel emblématique du TER sont au départ les rames réversibles régionales mis en service depuis 1985. C'est le premier matériel à aborer successivement la livrée TER, laissant aux régions le choix entre quatre coloris. Tous les éléments qui caractérisent le TER sont définis dans la charte TER, que les régions intéressées peuvent signer. Ainsi, le TER est aussi, pour la SNCF, un moyen de se réaffirmer. Elle n'accepte désormais plus des produits restreints à l'échelle régionale et imposés par les Régions (à l'instar du Transport collectif régional (TCR) Nord-Pas-de-Calais ou des Trains du Languedoc-Roussillon (TLR) avec leur propre livrée). La société nationale est désireuse de montrer qu'elle est l'unique entreprise proposant des transports ferroviaires tant sur l'échelle nationale que régionale, et veut surtout éviter que les services ferroviaires ne soient exploitées en délégation de service public par des sociétés privées, comme cela se pratique avec les transports routiers départementaux.
Au moment du lancement du TER, la période d'intensification des dessertes régionales évoquée plus haut est déjà révolue. Le changement de gouvernement en 1985 apporte une politique d'austérité. Le contrat de plan État / SNCF 1985-1989 oblige la SNCF d'équilibrer ses comptes au terme de la période, et la société nationale doit chercher de rationaliser sa production par tous les moyens. La rentabilité du TGV Sud-Est étant alors de 10 % par an, l'accent est mis sur le développement de l'offre TGV et non TER. La contribution de l'État au titre de l'exploitation du TER reste forfaitaire et n'est pas susceptible d'augmenter. Ainsi, le discours officiel faisant la promotion de la régionalisation s'éloigne de plus en plus de la réalité, qui ne laisse qu'une marge d'action très réduite et voit la fermeture de gares, la suppression de trains express peu rentables sur décision de la direction Grandes Lignes de la SNCF. Les dirigeants de la société nationale changent en 1988, et le SAR perd de l'influence. Dès le service d'hiver 1988/89, les fermetures de lignes reprennent. Décidées sur le plus haut niveau, elles frappent des lignes rurales desservies par des trains express essentiellement. D'autres fermetures se font avec l'accord ou sur l'initiative des Régions, qui préfèrent affecter leurs moyens limités aux lignes les plus fréquentées. Ce sont toutefois les choix politiques des conseils régionaux qui déterminent dans quelle mesure le TER se développe. La région PACA augmente le volume de son offre en train-km de 91 % pendant sa première convention TER (1986-1991), et pour les régions Midi-Pyrénées et Nord-Pas-de-Calais, l'augmentation est de 69 %. En même temps, la convention Bourgogne à « coût nul » pour la collectivité prévoit le maintien du statu quo et l'absence d'investissements, et le Languedoc-Roussillon, pionnier du conventionnement en 1984, imite cet exemple avec sa seconde convention de 1988.

#### 1991 à 1996: crise
Le TER est déficitaire de son lancement jusqu'à la fin de l'exercice 1988, puis un léger bénéfice apparaît dans la comptabilité de la SNCF, qui répond au nouveau règlement comptable et financier « FC 12 K » censé mieux correspondre à l'attente des régions. Les résultats annuels de l'activité omnibus puis TER baissent jusqu'à 1987, puis remontent, ce qui favorise un climat d'optimisme. Pour l'exercice 1989, le bénéfice réalisé avec l'activité TER est de 9 millions de francs toutes régions confondues, la contribution annuelle forfaitaire de l'État et les modestes subventions des Régions étant considérées comme recettes. Le nombre de régions bénéficiaires passe de cinq en 1987 à 12 en 1990. Seules l'Auvergne et le Limousin connaissent encore des baisses de trafic pendant la période de 1985 à 1990. Mais en ce qui concerne les chiffres comptables concrets, les régions les ignorent en grande partie, et même la part de la contribution de l'État affectée par la SNCF à chacune des régions reste inconnue. À titre d'exemple, la convention Limousin n'oblige la SNCF que d'indiquer le montant de la hausse et de la baisse des charges et recettes, le total des charges et recettes restant un secret commercial. Les années 1990 et 1991 révèlent une légère dégradation des résultats du TER. Le solde prévisionnel pour 1992 reste toutefois positif pour la plupart des régions. D'autant plus la mauvaise surprise est grande quand les résultats définitifs sont rendus publics courant 1994 : souvent, un solde positif annoncé laisse la place à un déficit, et à de rares exceptions près, les soldes sont beaucoup plus faibles qu'attendus. En même temps, nombre de régions ayant augmenté leur offre de trains sont confrontées à une baisse du trafic, mais ne l'apprennent qu'avec le même retard.
Les résultats prévisionnels pour 1993 ne sont publiés qu'en juin 1995. Ce nouveau retard est lié aux lourdes difficultés de mise en pointe du nouveau système Socrate et à l'inopérabilité du système connexe Aristote censé recueillir les données statistiques. Sur la période de 1990 à 1996, la baisse du trafic frappe dix régions sur vingt et s'avère très sérieuse dans plusieurs cas, pouvant atteindre 38 % du nombre de voyageurs (Haute-Normandie) et 106 000 000 voyageurs-km (Provence-Alpes-Côte d'Azur). Il est certain que dans le schéma comptable et financier « FC 12 K », les coûts des trains-km sont calculés sur la base de valeurs forfaitaires (coûts moyens nationaux), tout comme les coûts de l'infrastructure et les recettes. L'observation est alors faite que le déficit augmente proportionnellement au trafic. En Languedoc-Roussillon, le niveau du trafic est resté stable, et la région n'est donc pas parmi les dix régions frappées par la baisse du trafic de la première moitié des années 1990. Curieusement, des régions à forte baisse de trafic (Limousin -20 %, Franche-Comté -22 %, Provence-Alpes-Côte d'Azur -27 %) ne sont pas déficitaires. Ces expériences instillent la méfiance des régions à l'égard de la SNCF. Plusieurs régions refusent de verser à la SNCF le montant des déficits ou dénoncent leur convention, à l'instar de la Bretagne en 1990. Cette région fait particulièrement les frais de l'introduction du TGV Atlantique, qui voit le remplacement de trains grandes lignes sans supplément et sans réservation obligatoire par des TGV, laissant à la région le financement de trains régionaux pour combler les lacunes dans l'offre régionale. Le calcul des montants dus par les régions se fait sur la base du trafic de référence (en général celui de l'année précédant la signature de la convention) et de la perte de recettes théorique liée à la chute du trafic : les charges et le solde réels ne sont pas pris en compte.
Le Sénat se saisit du problème et crée une commission d'enquête en date du 20 décembre 1992, présidée par Hubert Haenel. Entretemps, la SNCF définit une nouvelle catégorie de trains, les express d'intérêt régional (EIR) qui regroupent les trains grandes lignes déficitaires. Ces trains représentent 14,01 % des trains-km TER+EIR et 19,75 % des voyageurs-km TER+EIR, mais les divergences entre les régions sont prononcées. Alors que les EIR sont absents de Midi-Pyrénées et du Nord-Pas-de-Calais, ils représentent environ la moitié des voyageurs du TER dans quatre régions, voire deux fois plus de voyageurs que le TER en Basse-Normandie. L'objectif de la catégorie des EIR est la prise en charge de leur déficit par les régions, demande formulée pour la première fois pour l'exercice 1993, tout en utilisant comme moyen de pression la suppression de trains. Le déficit cumulé des EIR est évalué à 446 millions de francs en 1992 et à 547 millions de francs en 1996, alors qu'une partie des EIR a déjà été supprimée. À titre de comparaison, la SNCF investit 45,5 milliards de francs dans les lignes à grande vitesse et le matériel TGV entre 1990 et 1994, deux fois et demi plus qu'entre 1985 et 1989, principalement sur la base d'emprunts (Réseau ferré de France n'existe pas encore). Les investissements sur le réseau classique sont, pour la plupart, en rapport direct avec le prolongement de dessertes TGV, et leur montant stagne. Alors que tous les espoirs de la SNCF se focalisent sur le TGV, le TGV Atlantique n'induit pas la même croissance du trafic que le TGV Sud-Est, et le trafic TGV de 1995 est de 37 % en dessous des prévisions. La SNCF se trouve dans une impasse, le contrat d'entreprise conclu avec l'État l'obligeant à équilibrer des résultats pour chacune des années. Pour le trafic régional, l'une des conséquences en est l'augmentation disproportionnée des tarifs sur les courtes et moyennes distances. Globalement, les prix des abonnements de travail et des billets pour des distances inférieures à 50 km doublent entre 1985 et 1998.

#### Années 1990: vers une nouvelle définition des rôles des partenaires
Le premier rapport Haenel est publié en 1993, et livre un diagnostic sans concessions de la SNCF et de sa situation financière désastreuse. Les TER ne sont qu'un sujet parmi d'autres traités dans le rapport, mais il recommande déjà de définir plus clairement les rôles de la SNCF et des régions, de pousser la décentralisation plus loin et d'étendre les compétences des régions. Le second rapport Haenel est publié en mars 1994. Commandé par le ministre des Transports, Bernard Bosson, il est le résultat du travail d'une commission d'enquête forte d'une trentaine de personnes représentant les conseils régionaux, les administrations et la SNCF. Plusieurs raisons de la crise de la SNCF et du TER sont identifiées, dont un engagement financier insuffisant de l'État, un niveau d'endettement alarmant de la société nationale, une stratégie commerciale trop centré sur le TGV et une sous-estimation de l'importance du trafic régional. D'ores et déjà, il est recommandé d'ériger les régions en autorités organisatrices de transports tout en les dotant des moyens nécessaires pour assumer pleinement les fonctions. En toute logique, et suivant l'attente des conseils régionaux, la clarification des relations financières est préconisée, les régions devant connaître le montant exact des charges et recettes liées aux dessertes TER sur leur territoire. En outre, la création d'un « fonds d'investissements ferroviaires inter-régional » disposant d'au moins un milliard de francs par an est conseillée. Il va de soi que les services rendus par la SNCF doivent être rémunérés à concurrence des frais occasionnés, mais une meilleure maîtrise des coûts et de la productivité est également jugée indispensable. En complément aux deux rapports, un audit est commandé à KPMG et remis en février 1996. Ses conclusions vont dans le même sens, mettant par ailleurs en exergue le caractère structurellement déficitaire du TER qui peut être difficilement gérable par les Régions, étant donné que l'État est susceptible de plafonner son engagement financier. Une période d'expérimentation est ainsi recommandée. La définition des rôles des partenaires et la configuration des conventions à venir sont parmi les principaux retombés de l'audit, tout comme une analyse critique de la structure des coûts de la SNCF et de son approche comptable.
Sans attendre la remise de l'audit KPMG, la loi Pasqua d'orientation pour l'aménagement et le développement du territoire (LOADT) est promulguée le 4 février 1995, et prévoit déjà l'expérimentation de la régionalisation telle qu'elle se fera à partir de 1998. Cette importante réforme menace d'être contrée pourtant par le nouveau contrat de plan État - SNCF pour la période 1996-2000. Il poursuit, comme ses prédécesseurs depuis 1969, le retour à l'équilibre budgétaire de la société nationale. En même temps, la contribution de l'État pour l'exploitation des TER, de 4,3 milliards de francs en 1995, n'est pas susceptible d'augmenter. Or, les TER occasionnent un déficit annuel de 1,5 milliard de francs. La SNCF envisage donc de supprimer des dessertes TER jusqu'à obtenir une économie du même montant. De différents scénarios sont échafaudés. Celui qui semble susceptible d'être mis en œuvre n'est pas le plus extrême. Il propose de supprimer toutes les dessertes TER et EIR dont les recettes (commerciales ou non) couvrent moins de 25 % des charges. Sur les
500 dessertes TER ou EIR environ, définies en fonction des lignes de chemin de fer utilisés, 177 seraient ainsi menacées. Le ministre des transports n'est pas opposé au report sur route des dessertes les plus déficitaires, vingt-sept n'atteignant qu'un taux de couverture de moins de 10 %, mais affirme que les régions rurales les plus défavorisées ne devraient pas être privées du service public de la SNCF. L'impact de l'expérimentation de la régionalisation, pour le moment difficile à évaluer, est toutefois pris en compte, et les suppressions des services sont reportées provisoirement. Ensuite, les grèves de fin 1995 provoquent le départ du président du conseil d'administration de la SNCF, M. Bergougnoux, et son remplacement par Loïk Le Floch-Prigent. Les orientations commerciales de la SNCF évoluent considérablement et s'alignent sur les orientations des rapports Haenel. Il n'y aura que deux fermetures isolées en Lorraine.

#### 1996 - 2001: expérimentation de la régionalisation
L'article 67 de la loi Pasqua dispose que l'expérimentation de la régionalisation avec les régions en tant qu'autorités organisatrices doit débuter un an après son adoption, soit en février 1996. En réalité, ce ne sont que les préparatifs qui sont lancés à ce moment, le cadre exact et les modalités détaillées des conventions restant à définir. Le terme d'expérimentation est par ailleurs ambigu, car il est acquis dès le départ que le processus sera irréversible. Par ailleurs, les discussions sur l'organisation futur du réseau ferré et l'élaboration de la loi instaurant RFF ont lieu pendant la même année. Treize régions sont intéressées par une participation à l'expérimentation, dont six sont retenues : l'Alsace, le Centre, le Nord-Pas-de-Calais, les Pays de la Loire, la Provence-Alpes-Côte d'Azur et le Rhône-Alpes. Un différend surgit entre la Direction des transports terrestres et le Nord-Pas-de-Calais, qui ne touchera que 46 francs par voyageur-km comme contribution de l'État, alors que l'Alsace et le Centre reçoivent respectivement 0,81 franc et 0,88 franc. Les régions candidates sont toujours dans la crainte d'un transfert de charges de l'État vers les régions, et la SNCF n'a pas encore finalisé son nouveau système comptable. Finalement, les conventions d'expérimentation sont signées à partir de fin 1996, à commencer par la région Rhône-Alpes, et surtout début 1997. Les termes des différentes conventions d'exploitation ne sont pas identiques, mais elles partagent le point commun d'être plus contraignant pour la SNCF, sans pour autant lui laisser assumer la totalité du risque commercial. Aux conventions d'exploitation, s'ajoutent des conventions-cadre conclus entre les Régions et l'État. Une septième région, le Limousin, rejoint l'expérimentation en octobre 1998 et signe sa convention l'année suivante. Pour cette raison, et aussi pour tenir compte des difficultés de la SNCF dans la mise au point d'une nouvelle comptabilité analytique, l'expérimentation est prolongée jusqu'à fin 2001.
Les régions ont obtenu gain de cause pour leurs trois principales revendications exprimées à travers le second rapport Haenel : comblement de l'insuffisance de la contribution de l'État au titre de l'exploitation, participation de l'État au financement du renouvellement du matériel roulant, transit de l'ensemble des financements publics par les Régions afin d'avoir un moyen de pression sur la SNCF, qui garde le monopole du transport ferroviaire régionale de voyageurs. Désormais, la SNCF doit communiquer les chiffres comptables de l'exercice précédent le 30 avril, soit un an plus tôt que la pratique pendant la première moitié des années 1990. Les clauses bonus-malus en fonction de la qualité de service rendu font leur apparition, tout comme, dans le cas des régions PACA et Rhône-Alpes, des pénalités pour non-réalisation de l'offre. D'autre part, une base financière solide est créée pour la première fois. Alors que l'État n'a consacré que 800 millions de francs aux investissements ferroviaires entre 1994 et 1999, il y affecte 7,2 milliards de francs pour la période 2000-2006. La moitié de ce budget est dédiée aux six régions expérimentales initiales, qui se sentent encouragées de renforcer les investissements sur leur budget propre. Le Limousin ne touche que 60 millions de francs et dispose donc d'un champ d'action très limité.
Avant même la fin de l'expérimentation, les impressions positives et les chiffres encourageants prévalent. De ce fait, deux régions devant renouveler leur convention TER pendant la période s'inspirent déjà des nouveaux procédés, à savoir la Bourgogne (28 novembre 1997) et l'Aquitaine (5 juin 1999). Entre 1996 et 1998, le trafic progresse globalement de 4,9 % dans les régions expérimentales contre 3,2 % dans les autres régions. Considérant la période de 1996 à 1999, la progression est de 4,04 % dans les régions expérimentales. En détail, les tendances sont loin d'être homogènes. La moitié des six régions expérimentales d'origine a connu une progression du trafic pendant la période difficile de 1992 à 1996 (Nord-Pas-de-Calais, PACA et Rhône-Alpes) et ne connaissent qu'une faible croissance entre 1996 et 1999, voire une stagnation (+ 0,04 %) dans le cas du Nord-Pas-de-Calais. Pour les trois autres régions, c'est l'inverse : entre 1996 et 199 toujours, le trafic augmente de 8,81 % en Alsace, de 9,28 % dans les Pays de la Loire et de 13,21 % dans le Centre. Au terme de l'expérimentation, tous les problèmes ne sont pas résolus : le nouveau schéma comptable de la SNCF n'a toujours pas abouti, et le niveau définitif des péages encaissés par RFF reste en suspens. Quoi qu'il en soit, en application de la loi relative à la solidarité et au renouvellement urbains (SRU) promulguée le 13 décembre 2000, la régionalisation est étendue à toutes les régions, et la région Poitou-Charentes est la dernière région française a signer une convention, le 31 décembre 2001. Le lendemain, l'ensemble des vingt régions de la France continentale hors Île-de-France se trouvent autorités organisatrices de transports, la collectivité territoriale de Corse l'étant déjà depuis le 13 mai 1991.

#### Depuis 2002: généralisation de la régionalisation
Depuis le 1er janvier 2002, l'organisation des transports ferroviaires régionaux relève de la compétence de l'ensemble des conseils régionaux. Ils signent une convention avec la SNCF sur les trajets à mettre en place, le nombre de liaisons, les tarifs, le niveau de qualité du service à offrir.
Le financement des services TER est essentiellement public : en moyenne 72 % des charges sont supportés par l'État et les régions, les voyageurs n'en payant que 28 % par l'intermédiaire du billet. Cette charge a tendance à augmenter au fil des années du fait des nouveaux services mis en place à la demande des régions dans leur rôle d'autorités organisatrices.
La faible rentabilité de ces transports s'explique par la mauvaise répartition horaire du trafic, concentré sur les pointes du matin et du soir, laissant le parc de matériel très sous-utilisé le reste de la journée. D'autre part les distances de transport sont faibles ainsi que l'occupation moyenne des trains, de l'ordre de 66 voyageurs par train.

#### Étapes marquantes de la régionalisation
- 1er janvier 1970 : premier conventionnement entre la SNCF d'une part et la DATAR ainsi que le ministère des transports d'autre part, pour le service Métrolor Nancy - Metz - Thionville. Le département de la Moselle était prêt à s'engager dans cette convention, mais non le département de Meurthe-et-Moselle. Au bout des deux premières années d'expérimentation, la convention est reprise par les deux départements[a 15].
- juillet / août 1970 : instauration de la deuxième desserte cadencée en province, Métrazur, entre Cannes, Nice et Menton. Limité aux seuls mois des vacances scolaires d'été jusqu'en 1979, le service est financé par la SNCF elle-même pendant les deux premières saisons, puis fait l'objet d'une convention avec la DATAR et le conseil général des Alpes-Maritimes[a 16].
- 29 mars 1976 : instauration de la desserte cadencée Stélyrail sur la ligne de Saint-Étienne à Lyon, faisant l'objet d'une convention avec l'entente interdépartementale Rhône/Loire qui regroupe les deux départements concernés[a 17].
- 15 mars 1978 : signature de la première convention portant sur une région entière, entre la SNCF et la région Nord-Pas-de-Calais, pour la période du 1er octobre 1978 au 31 décembre 1984[a 18].
- 30 décembre 1982 : adoption de la Loi d'orientation des transports intérieurs, dite « LOTI »[a 19].
- Juin 1984, octobre 1984 et janvier 1985 : signature des trois premières conventions régionales globales depuis la LOTI, avec le Nord-Pas-de-Calais, le Languedoc-Roussillon et Midi-Pyrénées (dans cet ordre)[a 20].
- 1986 : Instauration successive du concept commercial « TER » par le service d'action régionale de la SNCF (SAR), accompagnée de la livrée TER et d'une stratégie de communication unifiée sur le plan national. Les trains omnibus deviennent officiellement les trains TER. L'application sur le terrain peut prendre plusieurs années dans certains cas. Toutes les régions sauf trois signent des conventions ; deux suivent en 1989 ; mais la région Poitou-Charentes ne signera jamais de convention jusqu'à la régionalisation[a 1].
- 31 mars 1994 : publication du rapport Régions, SNCF : vers un renouveau du service public, par la commission Haenel[a 11].
- 4 février 1995 : la loi Pasqua d'orientation pour l'aménagement et le développement du territoire (LOADT), propose l'expérimentation du transfert de la responsabilité des transports collectifs d’intérêt régional aux régions[a 21].
- 19 décembre 1996 : signature de la première convention avec la région Rhône-Alpes.
- 13 décembre 2000 : adoption de la loi relative à la solidarité et au renouvellement urbains dite loi SRU, qui modifie la LOTI et fixe les règles de la nouvelle compétence transfère aux régions[a 21]
- Depuis 2002, toutes les régions ont contractualisé avec la SNCF, par le biais de convention d'exploitation, en lui déléguant l'exploitation de leur transports ferroviaires régionaux.
- En 2016-2017, la loi relative à la délimitation des régions de 2015 entraine des fusions de réseaux régionaux.

### Ouverture à la concurrence

#### Préparation de l'ouverture à la concurrence
En 2017, pour faire face à l'ouverture planifiée à la concurrence, la SNCF envisage de réduire le personnel, de réduire la fraude et d'industrialiser le processus de maintenance. Sur le plan marchand elle élabore le plan « Cap TER 2020 » qui vise à offrir une meilleure lisibilité de son offre. Elle vise par exemple l'obtention de prix et/ou de tarifs et services distincts selon les modes de transport : TER péri-urbains (« Citi »), liaisons intervilles (« Krono ») et dessertes rurales (« Proxi »).
Depuis décembre 2019, les régions peuvent effectuer des appels d'offres. Les premières intéressées sont le Grand Est, les Hauts-de-France et la Provence-Alpes-Côte d'Azur ; les Pays de la Loire devraient suivre. Les prestataires possibles sont : Transdev, RATP Dev, Thello (Trenitalia), Arriva (Deutsche Bahn), Abellio (NS), MTR, Keolis (SNCF).

#### Maintenance privée de lignes
En 2018, en accord avec certaines régions, SNCF Réseau envisage d'expérimenter pour faire baisser les coûts, sur une dizaine de lignes en antenne, une contractualisation avec des opérateurs privés (consortium ou industriel), pour réaliser leur maintenance et leur exploitation, comme la SNCF le fait déjà sur les lignes terminales de la desserte fret. La polyvalence des employés pourrait, sur ce type de lignes, contribuer à cette réduction des coûts.

#### Généralisation des appels d'offres
À partir du 25 décembre 2023, les régions ne peuvent plus passer comme avant des contrats de gré à gré avec la SNCF pour encadrer leur activité de trains régionaux. La règle des appels d'offres devient obligatoire, soit dès 2023, soit au plus tard en 2033, au choix des collectivités. Transdev a déjà remporté la ligne Marseille-Toulon-Nice et l'exploite depuis le 29 Juin 2025 et envisage la réouverture de Nancy-Contrexéville. Le nombre de conventions TER avec les régions passera de 11 à une quarantaine. Les exécutifs régionaux ont tous signé une dernière convention avec la SNCF, échelonnées le plus souvent sur 2024-2033, les durées sont généralement de 10 ans, le maximum permis par l'Europe. Ces conventions prévoient souvent un calendrier des appels d'offres, comme en Normandie, qui commencera par remettre en jeu les dessertes autour de Caen, Nouvelle-Aquitaine, pour la desserte bordelaise, ou Pays de la Loire, pour les lignes au départ du Mans.

### Évolution de la fréquentation
Le nombre de passagers a augmenté entre 2002 et 2012, puis a diminué entre 2012 et 2016 ; il raugmente en 2017.
Le taux de remplissage des trains était de 25 % en 2016.

### Rapport de la Cour des Comptes de 2019
La Cour des Comptes publie en octobre 2019 un rapport sur les TER qui révèle que les coûts totaux du TER (exploitation, investissements, charges de retraite, etc.) s'élèvent à 8,5 milliards d'euros, dont 88 % sont couverts par des subventions publiques : soit 3,9 milliards à la charge des régions et 2 milliards pour l'État. La fréquentation tend à diminuer depuis 2012. Le rapport observe que 285 gares accueillent en moyenne moins de trois voyageurs par jour, obligeant les rames à de nombreux arrêts souvent superflus, et que les agents effectuent 3 heures 28 de conduite commerciale effective par jour sur un temps de travail moyen de 6 heures 21, à raison de 176 journées de service annuel. En conclusion : « le coût moyen par voyageur atteint 61 centimes par voyageur-kilomètre, faisant du TER le mode de transport le plus coûteux, à l'exception du taxi d'un ou deux passagers ».

## Chiffres clés

### Par nouvelles régions
| Logo | Nom                      | Région                     | Recettes directes du trafic | Compensations tarifaires | Autres produits | Contributions des régions | Total chiffre d'affaires TER | Voy.km         | Recettes/VK (centimes d'euro) | Contribution/VK (centimes d'euro) |
| ---- | ------------------------ | -------------------------- | --------------------------- | ------------------------ | --------------- | ------------------------- | ---------------------------- | -------------- | ----------------------------- | --------------------------------- |
|      | Nomad Train              | Normandie                  | 28,79                       | 3,97                     | 5,82            | 139,27                    | 177,86                       | 375 837 984    | 7,66                          | 37,06                             |
|      | TER Nouvelle-Aquitaine   | Nouvelle-Aquitaine         | 76,98                       | 2,95                     | 3,67            | 299,01                    | 382,60                       | 942 905 135    | 8,16                          | 31,71                             |
|      | Train Mobigo             | Bourgogne-Franche-Comté    | 69,56                       | 1,35                     | 7,37            | 225,06                    | 303,33                       | 937 900 957    | 7,42                          | 27,19                             |
|      | liO TER Occitanie        | Occitanie                  | 73,23                       | 21,87                    | 4,16            | 267,91                    | 367,15                       | 941 992 538    | 7,77                          | 28,44                             |
|      | TER Fluo Grand Est       | Grand Est                  | 159,35                      | 5,15                     | 12,60           | 457,43                    | 634,53                       | 2 137 628 988  | 7,45                          | 21,40                             |
|      | TER Zou !                | Provence-Alpes-Côte d'Azur | 89,65                       | 2,21                     | 5,48            | 241,37                    | 338,71                       | 1 138 972 199  | 7,87                          | 21,19                             |
|      | TER Auvergne-Rhône-Alpes | Auvergne-Rhône-Alpes       | 204,87                      | 4,88                     | 14,90           | 516,33                    | 740,97                       | 2 552 860 861  | 8,03                          | 20,22                             |
|      | TER BreizhGo             | Bretagne                   | 40,50                       | 4,07                     | 1,95            | 97,34                     | 143,85                       | 554 683 672    | 7,30                          | 17,55                             |
|      | Train Rémi               | Centre-Val de Loire        | 120,74                      | 5,59                     | 3,77            | 195,60                    | 325,71                       | 1 435 144 225  | 8,41                          | 13,63                             |
|      | TER Hauts-de-France      | Hauts-de-France            | 127,46                      | 7,34                     | 8,03            | 440,30                    | 583,13                       | 2 185 953 196  | 5,83                          | 20,14                             |
|      | Aléop en TER             | Pays de la Loire           | 52,14                       | 2,73                     | 1,79            | 157,41                    | 214,07                       | 698 619 267    | 7,46                          | 22,53                             |
|      |                          | Total                      | 1 043,23                    | 62,11                    | 69,54           | 3 038,53                  | 4 213,41                     | 13 902 499 024 | 7,50                          | 21,8                              |

### Par anciennes régions
L'Insee ne publie pas de statistiques sur le TER. De nombreux chiffres-clés se calculent sur la base du nombre d'habitants, de la superficie, des trains-kilomètres par an, des voyageurs-kilomètres par an et du nombre de voyages réalisés par année. Dix-sept sur vingt régions publient le nombre de voyages réalisés à travers le site internet TER que la SNCF dédie à leur région. Par contre, les trains-km et les voyageurs-km ne sont publiés que pour une minorité des régions. Trois régions seulement font connaître l'ensemble des indicateurs importants, à savoir la Bourgogne, le Languedoc-Roussillon et Provence-Alpes-Côte d'Azur. Pour l'ensemble des chiffres, le niveau d'actualité n'est pas homogène : en 2012, la plupart des chiffres portent sur 2010, mais dans certains cas, les chiffres 2009 ou 2011 sont fournis. D'autre part, les chiffres sont souvent arrondis au millier, voire au million.
| Logo | Région                         | Population | Budget TER 2009 | Part du budget régional | Budget par habitant | Train-km par an | Millions de voyageurs-km par an | Voyages par an | Voyages par an par hab. |
| ---- | ------------------------------ | ---------- | --------------- | ----------------------- | ------------------- | --------------- | ------------------------------- | -------------- | ----------------------- |
|      | TER Alsace                     | 1 843 053  | 172,19 M€       | 20,55 %                 | 93,43 €             |                 | 800                             |                |                         |
|      | TER Aquitaine                  | 3 206 137  | 167,2 M€        | 12,31 %                 | 90,72 €             |                 |                                 | 14 782 500     | 4,61                    |
|      | TER Auvergne                   | 1 343 964  | 97 M€           | 14,52 %                 | 52,63 €             |                 |                                 |                |                         |
|      | TER Basse-Normandie            | 1 470 880  | 85,5 M€         | 11,23 %                 | 46,55 €             | 3 700 000       |                                 | 4 100 000      | 2,79                    |
|      | TER Bourgogne                  | 1 642 440  | 181,7 M€        | 22,64 %                 | 98,59 €             | 9 800 000       | 694                             | 15 953 055     | 9,71                    |
|      | TER Bretagne                   | 3 175 064  | 95,1 M€         | 7,89 %                  | 51,60 €             |                 |                                 | 9 500 000      | 2,99                    |
|      | TER Centre-Val de Loire        | 2 538 590  | 123 M€          | 9,87 %                  | 66,74 €             |                 |                                 | 18 888 750     | 7,44                    |
|      | TER Champagne-Ardenne          | 1 337 953  | 94,4 M€         | 14,19 %                 | 51,22 €             |                 |                                 | 3 650 000      | 2,73                    |
|      | TER Franche-Comté              | 1 168 208  | 71,26 M€        | 13,89 %                 | 38,66 €             |                 |                                 | 7 300 000      | 6,25                    |
|      | TER Haute-Normandie            | 1 832 942  | 168,24 M€       | 17,19 %                 | 91,28 €             |                 |                                 | 7 200 000      | 3,93                    |
|      | TER Languedoc-Roussillon       | 2 610 890  | 117 M€          | 9,47 %                  | 63,48 €             | 7 100 000       | 491                             | 7 300 000      | 2,8                     |
|      | TER Limousin                   | 741 785    | 57,41 M€        | 12,31 %                 | 31,15 €             |                 |                                 | 2 190 000      | 2,95                    |
|      | TER Lorraine                   | 2 350 112  | 169 M€          | 16,16 %                 | 91,70 €             | 10 600 000      |                                 | 23 360 000     | 9,94                    |
|      | TER Midi-Pyrénées              | 2 862 707  | 156,57 M€       | 12,71 %                 | 84,95 €             | 9 500 000       |                                 | 11 000 000     | 3,84                    |
|      | TER Nord-Pas-de-Calais         | 4 033 197  | 294,36 M€       | 13,4 %                  | 159,71 €            |                 |                                 | 40 880 000     | 10,14                   |
|      | TER Pays de la Loire           | 3 539 048  | 163,1 M€        | 12,51 %                 | 88,94 €             | 8 942 500       |                                 |                |                         |
|      | TER Picardie                   | 1 911 157  | 220,3 M€        | 20,43 %                 | 119,53 €            |                 |                                 | 20 659 000     | 10,81                   |
|      | TER Poitou-Charentes           | 1 760 575  | 57 M€           | 8,32 %                  | 30,93 €             |                 |                                 | 3 577 000      | 2,03                    |
|      | TER Provence-Alpes-Côte d'Azur | 4 889 053  | 273,7 M€        | 13,87 %                 | 148,50 €            | 10 500 000      | 964,2                           | 23 400 000     | 4,79                    |
|      | TER Rhône-Alpes                | 6 174 040  | 465 M€          | 19 %                    | 252,30 €            |                 |                                 | 49 275 000     | 7,98                    |

Le budget que les conseils régionaux consacrent au TER par habitant ne doit pas faire oublier que selon la position géographique des régions, le trafic de transit est plus ou moins important, et que les usagers sont loin d'être tous habitants de la région en question. Ce budget est de 87,61 € en moyenne, mais il n'y a que trois régions qui dépassent cette moyenne de plus de 13 % : Picardie, PACA et Rhône-Alpes. La première comporte une partie de la région parisienne, car la limite nord de l'Île-de-France est plus près de Paris que les limites des autres régions limitrophes. Les deux autres sont des régions fortement urbanisées. Il n'y a toutefois pas de corrélation directe entre la densité de population ou le degré d'urbanisation et de la contribution régionale, comme le démontre le niveau sensiblement identique du budget par habitant en Franche-Comté, dans le Limousin et en Poitou-Charentes. Hormis les considérations politiques, la configuration du réseau et son aptitude à assumer une partie plus ou moins importante des flux de voyageurs sont des facteurs qui ne se reflètent pas dans les statistiques.
Le niveau d'usage exprimé en nombre de voyages par an et par habitant indique à quel point le TER joue un rôle dans les déplacements quotidiens. Un nombre de voyages élevé laisse supposer une sollicitation forte du TER pour les déplacements domicile / travail et domicile / lieu d'études, alors qu'un faible nombre de voyages trahit que le TER est surtout utilisé pour les voyages à proprement parler et les déplacements occasionnels, qui ont tendance à être plus longs. Pour cette raison, le nombre de voyages par habitant ne renseigne que partiellement sur l'acceptation de l'offre ou son efficacité commerciale, qui se mesurent plus convenablement avec les voyageurs-km. Or, cet indicateur n'est disponible que pour quatre régions. Alors que l'on compte 4,8 voyages annuels par habitant de la région PACA, l'on ne compte que 2,8 par habitant du Languedoc-Roussillon, alors que le nombre de voyageurs-km est sensiblement identique : respectivement 188 et 197 par habitant et par an. La Bourgogne atteint le double de PACA pour les deux indicateurs, ce qui peut s'expliquer par un petit nombre de centres importants dans une vaste région essentiellement rurale, rendant les déplacements quotidiens relativement longs. Mais en Alsace, l'on note sensiblement le même nombre de voyageurs-km par habitant et par an, alors que l'organisation spatiale de cette région n'est pas comparable à la Bourgogne.
Pour la Bourgogne et le Languedoc-Roussillon, la définition fournie pour les voyageurs-km ne permet pas d'établir s'ils contiennent également les parcours réalisés à bord des autocars TER. Indépendamment de cette incertitude, il est possible de calculer l'efficacité commerciale de la contribution régionale, exprimée en € par voyageur-km. Elle varie entre 0,22 € (Alsace) et 0,28 € (PACA). Cette variation est nettement plus faible que celle du nombre de voyages par habitant et par an, ou celle de la contribution régionale pour le TER par habitant et par an. Le Languedoc-Roussillon dépense 63,84 € par habitant et par an, soit 0,24 € par voyageur-km ; ceci montre qu'avec un engagement financier en dessous de la moyenne, l'on peut obtenir une efficacité commerciale correcte. En effet, alors que PACA dépense quatre fois plus pour le TER par habitant et par an, ses habitants empruntent certes plus souvent le train, mais dépassent à peine le nombre de kilomètres parcourus annuellement par les habitants du Languedoc-Roussillon. En même temps, comme les variations du coût par train-km le démontrent, un fort engagement financier pour le TER n'implique pas que l'offre soit également très développée. D'autre part, ce n'est pas que la fréquence des trains qui décide les usagers d'opter pour ce moyen de déplacement ; il y a également l'accessibilité des gares, la densité du réseau, la qualité de service, la rapidité, le niveau tarifaire, l'intermodalité et la correspondance avec les flux dominants origine / destination.
Les trains-km sont le seul indicateur permettant l'évaluation du volume de l'offre, contrairement au nombre de trains par jour, qui ne veut rien dire tant que l'on ne connaît pas la distance moyenne représentée par chaque circulation de train. Or, les régions indiquent plus volontairement le nombre de trains que les trains-km. Pour les sept régions pour lesquels le volume annuel de train-km est connu, l'on peut ainsi calculer approximativement le coût moyen du train-km pour la région, contenant toutefois un pourcentage variable de dépenses en faveur des tarifs régionaux. Celui-ci se situe entre 16,00 € et 18,50 € pour quatre régions, mais atteint 23,19 € en Basse-Normandie et 26,07 € en PACA. Le nombre voyageurs-km divisé par le nombre de trains-km donne l'occupation moyenne des trains. Elle se situe autour de 70 personnes en Bourgogne et en Languedoc-Roussillon, et autour de quatre-vingt-douze personnes en PACA. Finalement, les trains-km divisés par la superficie de la région en km² donnent la couverture géographique théorique de l'offre en train-km par km² (la couverture réelle étant, de plus, fonction de la densité du réseau et de la répartition des trains-km sur les différentes lignes). Pour que cette couverture atteigne un niveau susceptible d'attirer des clients, des régions à faible densité de population peuvent être amenées à consacrer un budget plus important au TER que certaines régions à densité de population plus importante. La couverture de l'offre est de 209 en Midi-Pyrénées, 210 en Basse-Normandie, 259 en Languedoc-Roussillon, 279 dans les Pays de la Loire, 310 en Bourgogne, 334 en PACA, et de 450 train-km par km² en Lorraine.
En 2016, selon la SNCF, l'offre TER emploie 28 000 collaborateurs dans 11 régions TER représentant un chiffre d’affaires de 4 milliards d’euros. On trouve également la mention de 30 000 collaborateurs sur le site de la SNCF.

## Tarification
Le code des transports (Article L2121-3) donne aux régions le rôle de définir la tarification « dans le respect (…) de la cohérence et de l'unicité du système ferroviaire dont l'État est le garant ». La loi de 2014 portant réforme ferroviaire a supprimé du code la phrase « La région exerce ses compétences en matière de tarifications dans le respect des principes du système tarifaire national. »
Néanmoins le décret no 2016-327 du 17 mars 2016, relatif à l'organisation du transport ferroviaire de voyageurs et portant diverses dispositions relatives à la gestion financière et comptable de SNCF Mobilités, maintient des contraintes sur la tarification régionale pour tenir compte des trajets qui empruntent d’autres services et pour assurer l’application de la tarification sociale nationale.
Toutes les régions proposent des tarifs régionaux qui leur sont propres. Aucune région ne reprend exactement les mêmes formules tarifaires que l'une des régions voisines. La région Lorraine est la seule à avoir instauré un tarif « billets » propre pour les déplacements intra-régionaux. Au minimum, les tarifs régionaux comportent des abonnements destinés aux salariés pour des distances supérieures à 75 km, limite pour les abonnements de travail « nationaux » de la SNCF, ainsi que très souvent des abonnements intermodaux, combinant le TER aux transports en commun de certaines villes au choix. Les supports papier sont successivement remplacés par des cartes de billettique personnels, qui sont déjà systématiques dans certaines régions (hormis titres de transport provisoires remis à la commande de la carte), mais se limitent à une partie des tarifs dans d'autres régions. Selon les cas, les cartes de billettique sont partagées avec d'autres réseaux de transport, tels que les transports routiers départementaux et les transports urb ains. Dans ces cas, les abonnements multimodaux peuvent avoir été remplacés par des réductions accordées sur ces abonnements.
De plus en plus de régions proposent aujourd'hui des abonnements tout public et des cartes de réduction, permettant d'acheter des billets à l'unité à tarif réduit. Parfois, ces cartes de réduction ne sont applicables que le week-end et pendant les vacances scolaires, et sinon, le taux de réduction est inférieur le reste du temps. La fonctionnalité de carte de réduction peut être contenue dans les abonnements régionaux sans supplément de prix. Il est parfois possible de faire bénéficier jusqu'à trois autres personnes accompagnant le titulaire de la carte de la même réduction. Certaines régions proposent également des carnets de billets et des forfaits de libre circulation, soit pour la région entière, soit pour des lignes ou des zones définies. Les tarifs sociaux mis en place par la SNCF sur le plan national ne comportant pas de réductions pour les demandeurs d'emploi et les personnes à faibles revenus, les conseils régionaux ont instauré des avantages tarifaires qui leur sont réservés. Ils peuvent prendre la forme de billets gratuits délivrés dans des cas très spécifiques (entretiens d'embauche…), de carnets de bons de réduction permettant d'acheter un nombre limité de billets à un prix très avantageux, ou de cartes de réduction délivrées gratuitement, et donnant droit jusqu'à 90 % de réduction en PACA et en Rhône-Alpes.

### Nouvelles régions
Dans la région Grand Est, la convention d’exploitation des TER pour la période 2017-2024 a été signée le 19 décembre 2016. Elle prend la relève des deux conventions TER qui couvraient chacune une partie de la région (Lorraine et Champagne-Ardenne) se terminant en 2016. La nouvelle convention de 95 pages sans compter les annexes couvre à elle seule la région entière à partir du premier janvier 2017 et pour une durée de huit années. La contribution régionale de 2017 est de 431 millions d’euros, soit la somme de ce qui était versée par les trois anciennes régions correspondant au périmètre de la nouvelle région. Le TER régional assure 1 676 circulations quotidiennes.
Des bonus/malus sont prévus pour l’atteinte des objectifs en matière de qualité de service, de fiabilité des circulations, de respect de la composition des trains (nombre de sièges) et d’information aux voyageurs, mais aussi le malus « retards chroniques ». La région souhaite également mettre en œuvre la liberté tarifaire prévue par un décret de mars 2016: « A la rentrée de septembre prochain, on a prévu de mettre en œuvre une gamme tarifaire régionale harmonisée ainsi que des cartes de réduction unifiées ».
Dans la région Auvergne-Rhône-Alpes, des TER sans contrôleur ont été expérimentés. Les TER ARA sont ceux qui ont les niveaux de service parmi les dernières régions de France. De ce fait, la région ne veut financer que 525 millions d’euros de compensation financière régionale de service contre 575 attendus par la SNCF. La région Auvergne-Rhône-Alpes a également voté la liberté tarifaire.
Depuis janvier 2017, les applications web et mobile SNCF Connect (anciennement Voyages SNCF et oui.sncf) présentent la tarification des tarifs régionaux TER de huit régions françaises : Auvergne-Rhône-Alpes, Bourgogne-Franche-Comté (Train Mobigo), Bretagne, Centre-Val de Loire, Hauts-de-France, Normandie, Nouvelle-Aquitaine et Occitanie.
Dans la région Nouvelle-Aquitaine, 53 000 personnes voyagent quotidiennement en TER en 2017.
Le 7 avril 2017, la région Normandie et la SNCF créent une offre Pass Normandie, pour les Normands.
| Logo | Région                                     |
| ---- | ------------------------------------------ |
|      | TER Auvergne-Rhône-Alpes                   |
|      | TER Bourgogne-Franche-Comté                |
|      | TER Bretagne (TER BreizhGo)                |
|      | TER Centre-Val de Loire (Rémi)             |
|      | TER Grand Est (TER Fluo)                   |
|      | TER Hauts-de-France                        |
|      | TER Normandie (Nomad Train)                |
|      | TER Nouvelle-Aquitaine                     |
|      | TER Occitanie (liO Train)                  |
|      | TER Pays de la Loire (Aléop en TER)        |
|      | TER Provence-Alpes-Côte d'Azur (TER Zou !) |

### Anciennes régions
Le tableau ci-dessous résume la disponibilité des principaux types de tarifs régionaux recensés. S'y ajoutent des formules destinées aux étudiants, qui prennent toutefois des formes si variées qu'il serait difficile de les comparer. Les détails sont donnés dans les articles TER par région administrative. Il est à noter qu'un petit nombre de tarifs qui sont en principe « tout public » ne sont vendus qu'aux personnes domiciliées dans la région.
| Région                     | Carte de billettique | Abonnement tout public     | Abonnements multimodaux | Carte de réduction Semaine / WE | Abo contient carte de réduction | Carnet de billets           | Forfait libre circulation 1 jour         | Tarif solidaire                               |
| -------------------------- | -------------------- | -------------------------- | ----------------------- | ------------------------------- | ------------------------------- | --------------------------- | ---------------------------------------- | --------------------------------------------- |
| Alsace                     | Non                  | Non · sauf certaines zones | Oui                     | 30 % / 70 %                     | Non                             | Oui                         | Oui · différents au choix                | Oui · 80 % de réduction                       |
| Aquitaine                  | Oui                  | Oui                        | Oui                     | 25 % / 50 %                     | Oui                             | Non                         | Non · sauf sur 1 ligne                   | Oui · 24 trajets gratuits                     |
| Auvergne                   | Oui                  | Non                        | Oui                     | 25 % / 50 %                     | Non                             | Non                         | Pendant les vacances scolaires seulement | Oui · 75 % de réduction                       |
| Basse-Normandie            | Oui                  | Oui                        | Oui                     | 25 % / 50 %                     | Non                             | Non                         | Non                                      | Oui · 12 trajets gratuits                     |
| Bourgogne                  | Non                  | Oui                        | Oui                     | 25 % / 50 %                     | Oui                             | Non                         | Non                                      | Demandeurs d'emploi : 4 fois 80 % de réd.     |
| Bretagne                   | Oui                  | Oui                        | Oui                     | Non                             | Non                             | Oui                         | Non                                      | Oui · 75 % de réduction                       |
| Centre-Val de Loire        | Non                  | Non                        | Oui                     | 0 % / 50 %                      | Non                             | Non                         | Non                                      | Oui · 20 trajets gratuits                     |
| Champagne-Ardenne          | Non                  | Non                        | Oui                     | 25 % / 50 %                     | Oui                             | Non                         | Non · sauf sur une ligne                 | Oui · 80 % de réduction                       |
| Franche-Comté              | Non                  | Oui                        | Oui                     | 0 % / 50 %                      | Non                             | Oui                         | Oui                                      | Oui · 75 % de réduction                       |
| Haute-Normandie            | Oui                  | Non                        | Non                     | 25 % / 50 %                     | Oui                             | Non                         | Non                                      | Oui · 12 trajets gratuits                     |
| Languedoc-Roussillon       | Oui                  | Non                        | Oui                     | 25 % / 50 %                     | Oui                             | Non                         | Non                                      | Oui · 75 % de réduction                       |
| Limousin                   | Non                  | Non                        | Oui                     | 25 % / 50 %                     | Oui                             | Non                         | Non · sauf sur une ligne                 | Demandeurs d'emploi, pers. en formation prof. |
| Lorraine                   | Oui                  | Non                        | Non                     | 60 %                            | Oui                             | Non                         | Non · sauf le week-end                   | Oui · 75 % de réduction                       |
| Midi-Pyrénées              | Oui                  | Oui                        | Non                     | 25 % / 50 %                     | Oui                             | Non                         | Non                                      | Oui                                           |
| Nord-Pas-de-Calais         | Non                  | Oui                        | Oui                     | 0 % / 50 %                      | Non                             | Non                         | Non · sauf vers la Belgique              | Oui · 75 % de réduction                       |
| Pays de la Loire           | Non                  | Non · sauf Métrocéane      | Oui                     | 50 %                            | Oui                             | Non                         | Non · sauf Métrocéane                    | Oui · 75 % de réduction                       |
| Picardie                   | Non                  | Non                        | Oui                     | 25 % / 50 %                     | Non                             | Non                         | Non                                      | Demandeurs d'emploi : 1 billet AR gratuit     |
| Poitou-Charentes           | Non                  | Non · sauf sur une ligne   | Oui                     | 25 % / 50 %                     | Oui                             | Non                         | Oui · 2 jours consécutifs                | Oui · 75 % de réduction                       |
| Provence-Alpes-Côte d'Azur | Oui                  | Oui                        | Oui                     | 50 %                            | Oui                             | Oui · si carte de réduction | Côte bleue et Alpes maritimes en saison  | Oui                                           |
| Rhône-Alpes                | Oui                  | Oui                        | Oui                     | 25 % / 50 %                     | Oui                             | Oui                         | Non                                      | Oui · 75 % de réduction                       |

## Les dessertes particulières

### Dessertes TER à caractère grandes lignes
Contrairement aux autres services, ces trains proposent systématiquement le choix entre la première classe et la seconde classe.
- Certaines des anciennes liaisons Intercités du grand bassin parisien, dont la gestion a été transférée par l'État aux régions entre le 1er janvier 2017 et le 1er janvier 2020. Bien qu'ayant adopté l'appellation TER par la suite, ces dessertes ont conservé leur caractère de grandes lignes :
  - Paris-Saint-Lazare – Caen – Cherbourg et Paris-Saint-Lazare – Trouville - Deauville (circulation à 200 km/h sur certaines portions de ligne) ;
  - Paris-Saint-Lazare – Rouen-Rive-Droite – Le Havre ;
  - Paris-Montparnasse – Argentan – Granville ;
  - Paris-Austerlitz – Les Aubrais – Tours (circulation à 200 km/h sur certaines portions de ligne) ;
  - Paris-Austerlitz – Les Aubrais – Bourges (circulation à 200 km/h sur certaines portions de ligne) ;
  - Paris-Bercy – Nevers ;
  - Paris-Est – Troyes – Belfort – Mulhouse-Ville.
- TER 200, sur la relation Bâle CFF – Mulhouse-Ville – Strasbourg-Ville : initiée par la région Alsace en 1991, cette desserte TER fut la première à atteindre régulièrement la vitesse de 200 km/h. Cette liaison, désormais gérée par le Grand Est, est cadencée à l'heure, avec un renforcement à la demi-heure en pointe du lundi au vendredi[28].
- Interloire, sur la relation Orléans – Saint-Pierre-des-Corps – Tours – Angers-Saint-Laud – Nantes, là encore avec des pointes à 200 km/h. Cette ligne, prolongée jusqu'au Croisic les vendredis, samedis et dimanches, concerne deux régions : Centre-Val de Loire et Pays de la Loire. Elle ne porte que sur trois aller-retours quotidiens[29].
- Liaison Paris-Est – Château-Thierry – Châlons-en-Champagne / Vitry-le-François – Saint-Dizier / Bar-le-Duc (ex-« TER Vallée de la Marne ») / Toul – Nancy-Ville – Lunéville – Sarrebourg – Saverne – Strasbourg-Ville : elle dessert trois régions (Île-de-France, Hauts-de-France et Grand Est), et fonctionne toutes les deux heures entre Paris et Vitry-le-François.
- TERGV, pour « TER à grande vitesse », dans les Hauts-de-France. Le concept a été mis en place en 2000 dans le Nord-Pas-de-Calais, à titre expérimental, puis a été pérennisé et progressivement étendu. Il s'agit de l'unique desserte TER réalisée avec des rames TGV (avec circulation jusqu'à 300 km/h par emprunt de la LGV Nord), en combinant des trains affrétés par la région et des TGV inOui alors accessibles sans réservation. Les TERGV roulent entre Lille-Europe et les terminus suivants : Arras, Amiens, Dunkerque, Calais - Fréthun (voire Calais-Ville), Boulogne-Ville et Rang-du-Fliers - Verton - Berck. Contrairement à tous les autres TER, les TERGV nécessitent un supplément, qui est soit au trajet, à la semaine ou au mois[30].
- Les trains des liaisons à longs parcours Marseille-Saint-Charles – Toulon – Nice-Ville, Marseille-Saint-Charles – Avignon-Centre – Lyon-Part-Dieu, Marseille-Saint-Charles – Aix-en-Provence – Gap – Briançon et Romans - Bourg-de-Péage – Valence-Ville – Gap – Briançon, numérotés en 17XXX, ont un caractère de grandes lignes ; ces trains étaient désignés « Intervilles » dans les fiches horaires TER Provence-Alpes-Côte d'Azur jusqu'en décembre 2023.

### Les TER franchissant les limites des régions

#### Gare terminus juste au-delà de la limite
Ils dépendent de la région où est effectuée la majorité du parcours. Exemples :
- Caen - Rennes est un TER Normandie
- Lyon - Mâcon est un TER Auvergne-Rhône-Alpes
- Avignon - Perpignan est un TER Occitanie
- Mulhouse - Belfort est un TER Grand Est
- Besançon - Lyon est un TER Bourgogne-Franche-Comté
- Toulouse-Matabiau - Agen est un TER Occitanie
- Toulouse-Matabiau - Brive-la-Gaillarde est un TER Occitanie

#### Dessertes interrégionales
Lorsque la desserte concerne réellement deux régions (c'est notamment le cas des trains reliant des villes importantes situées dans chacune d'entre elles), elle est cofinancée par les deux autorités organisatrices ; cette liste étant non exhaustive, il s'agit ici d'exemples remarquables :
- service Interloire entre Orléans et Nantes / Le Croisic, conjointement organisé par les réseaux TER Centre-Val de Loire et Pays de la Loire (la limite de conventionnement est à Saumur[réf. souhaitée]) ;
- la liaison Lille-Flandres / Amiens – Rouen-Rive-Droite est un TER Hauts-de-France et Normandie (la limite de conventionnement est à Serqueux[31]) ;
- la liaison Lyon-Perrache / Lyon-Part-Dieu – Dijon-Ville – Paris-Bercy est un TER Auvergne-Rhône-Alpes et Bourgogne-Franche-Comté (la limite de conventionnement est à Mâcon-Ville[réf. souhaitée]) ;
- la liaison Marseille-Saint-Charles – Montpellier-Saint-Roch / Narbonne est un TER Provence-Alpes-Côte d'Azur et Occitanie (la limite de conventionnement est à Tarascon[réf. souhaitée]) ;
- les liaisons Romans - Bourg-de-Péage – Briançon et Grenoble – Gap sont des TER Auvergne-Rhône-Alpes et Provence-Alpes-Côte d'Azur (la limite de conventionnement est à Veynes - Dévoluy[réf. nécessaire]) ;
- la liaison Brest / Quimper – Nantes est un TER Bretagne et Pays de la Loire (la limite de conventionnement est à Redon[réf. souhaitée]) ;
- la liaison Lyon-Perrache / Lyon-Part-Dieu – Tours est un TER Auvergne-Rhône-Alpes et Centre-Val de Loire (la limite de conventionnement est à Nevers[réf. souhaitée]).

De même, certaines dessertes s'effectuent à travers trois régions ; à titre d'exemple, la liaison Les Sables-d'Olonne / La Roche-sur-Yon – Bressuire – Thouars – Saumur – Tours concerne les réseaux TER Pays de la Loire, Nouvelle-Aquitaine et Centre-Val de Loire (les limites respectives de conventionnement sont Cerizay et Saumur).

#### Les TER transfrontaliers
Certaines dessertes sortent de la région et circulent à l'étranger. Ces dessertes sont soit financées par la ou les régions françaises concernées (Grand Est, Auvergne-Rhône-Alpes, PACA, etc.) soit en commun avec la région voisine étrangère (le Luxembourg, la Belgique, le Land en Allemagne, le canton pour la Suisse ou la principauté de Monaco).
- Nancy – Metz – Thionville – Luxembourg (Métrolor) (France ↔ Luxembourg)
- Strasbourg – Colmar – Mulhouse – Bâle (TER 200) (France ↔ Suisse)
- Strasbourg – Kehl – Offenbourg (« Métrorhin ») (France ↔ Allemagne)
- Valence – Grenoble – Chambéry – Bellegarde – Genève (France ↔ Suisse)
- (Lyon-Perrache) – Grenoble – Chambéry – Bellegarde – Genève (France ↔ Suisse)
- Bellegarde – Genève (Ligne L6 du Léman Express) (France ↔ Suisse)
- Saint-Gervais – Chamonix – Vallorcine – Le Châtelard-Frontière – Martigny (France ↔ Suisse)
- (Marseille-Saint-Charles) – Cannes / Grasse – Nice-Ville – Monaco – Menton – Vintimille (France ↔ Monaco ↔ France ↔ Italie) [Cette ligne n'existe plus depuis quelques années}
- Cannes / Grasse – Nice-Ville – Monaco – Menton – Vintimille (France ↔ Monaco ↔ France ↔ Italie)
- Nice – Sospel – Breil-sur-Roya – Limone – Coni (France ↔ Italie)
- Besançon – Le Valdahon – Morteau – La Chaux-de-Fonds (France ↔ Suisse)
- Bordeaux-Saint-Jean – Bayonne – Hendaye – Irun (France ↔ Espagne)
- Marseille-Saint-Charles – Montpellier-Saint-Roch) – Perpignan – Cerbère – Portbou (France ↔ Espagne)
- Pontarlier – Vallorbe (France ↔ Suisse)
- Trains belges InterCity 04 : de Lille à Anvers et InterCity 19 : de Lille à Namur.
- Trains espagnols Rodalies de Catalunya ligne R3 Latour-de-Carol - Enveitg – Puigcerda – Barcelone-Sants
- Train Suisse Neuchâtel – Frasne

(liste non exhaustive)

### Les trains touristiques TER

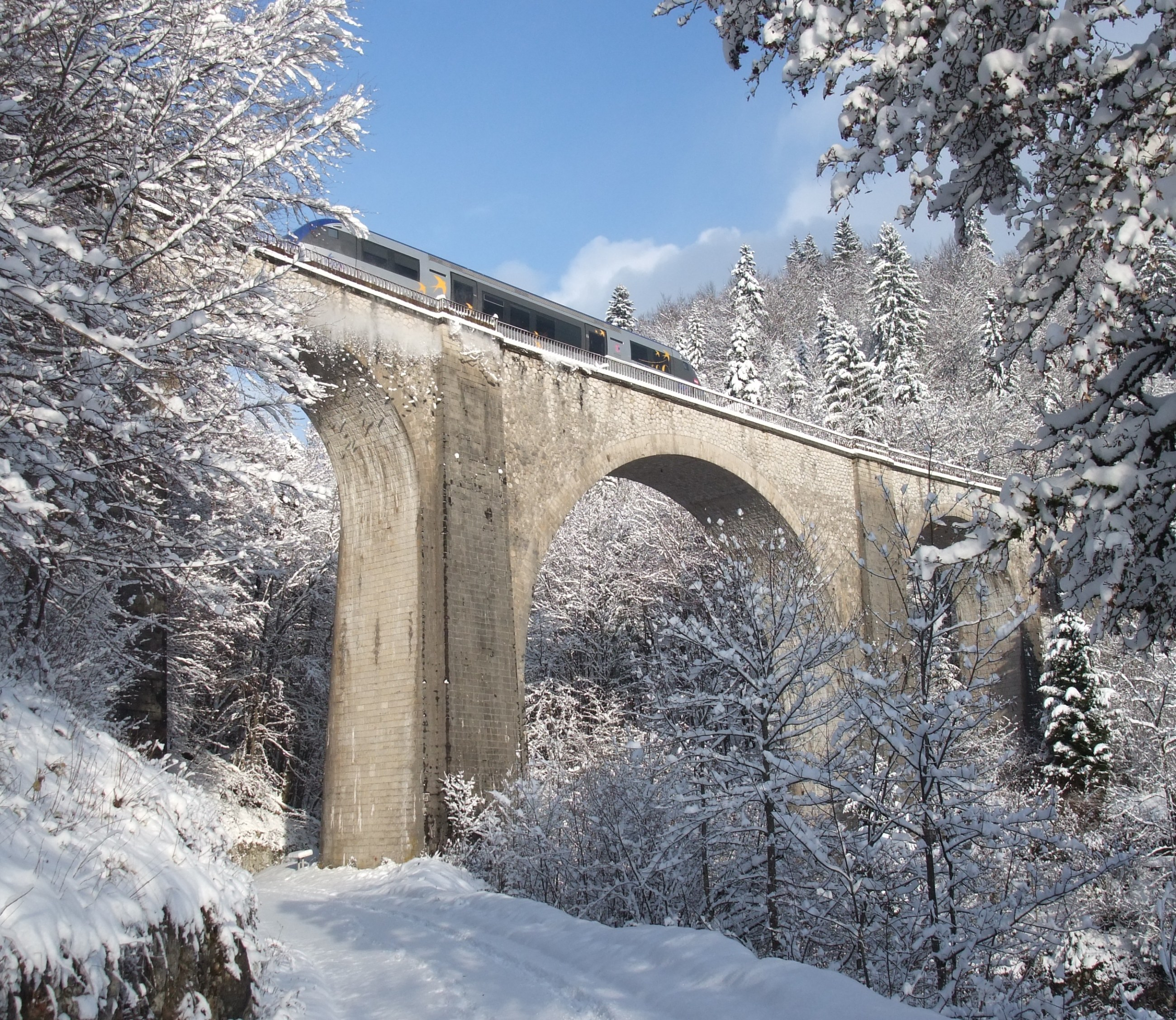
La ligne des hirondelles.

Pour leur cadre pittoresque, ou la qualité des paysages traversés, un certain nombre de dessertes TER sont qualifiées de trains touristiques TER par la SNCF. Ce sont des dessertes ordinaires à vocation de service public comme les autres relations TER, avec parfois des offres tarifaires promotionnelles sur mesure, des animations occasionnelles, voire très rarement des trains supplémentaires mis en place pour les besoins du tourisme. Il s'agit globalement de promouvoir des lignes de chemin de fer intéressantes sillonnant des régions où beaucoup de personnes passent leurs vacances, d'encourager l'usage du train pour le simple plaisir du voyage, ou de donner accès à des lieux touristiques d'importance régionale. Dans certains cas, des programmes et visites touristiques payants sont proposés avec des partenaires à des dates choisies, et en Bourgogne, des navettes routières sont mis en place entre les gares et des lieux de visite.
Pendant un certain temps, ces trains touristiques TER ont bénéficié d'un site web spécifique et d'un effort marketing renforcé. Aujourd'hui, les contenus ont été intégrés dans la rubrique « loisirs » des sites web que la SNCF dédie aux TER de chacune des régions concernées, avec descriptif des lignes, propositions de visites et (le cas échéant) indication
+ des forfaits touristiques vendus. Les trains touristiques TER accompagnés d'offres touristiques spécifiques ont parfois des sites web propres, et sont commercialisés notamment par les acteurs locaux, tels que les offices de tourisme et les municipalités. Sur trois lignes seulement, des trains spéciaux sont mis en place dans le cadre de forfaits touristiques :
- « ligne Baie » dans la baie du Mont-Saint-Michel[35] ;
- la « ligne du Périgord » entre Bergerac et Sarlat[36] ;
- le « train des gorges de l'Allier » entre Langeac et Langogne (ligne des Cévennes)[37].

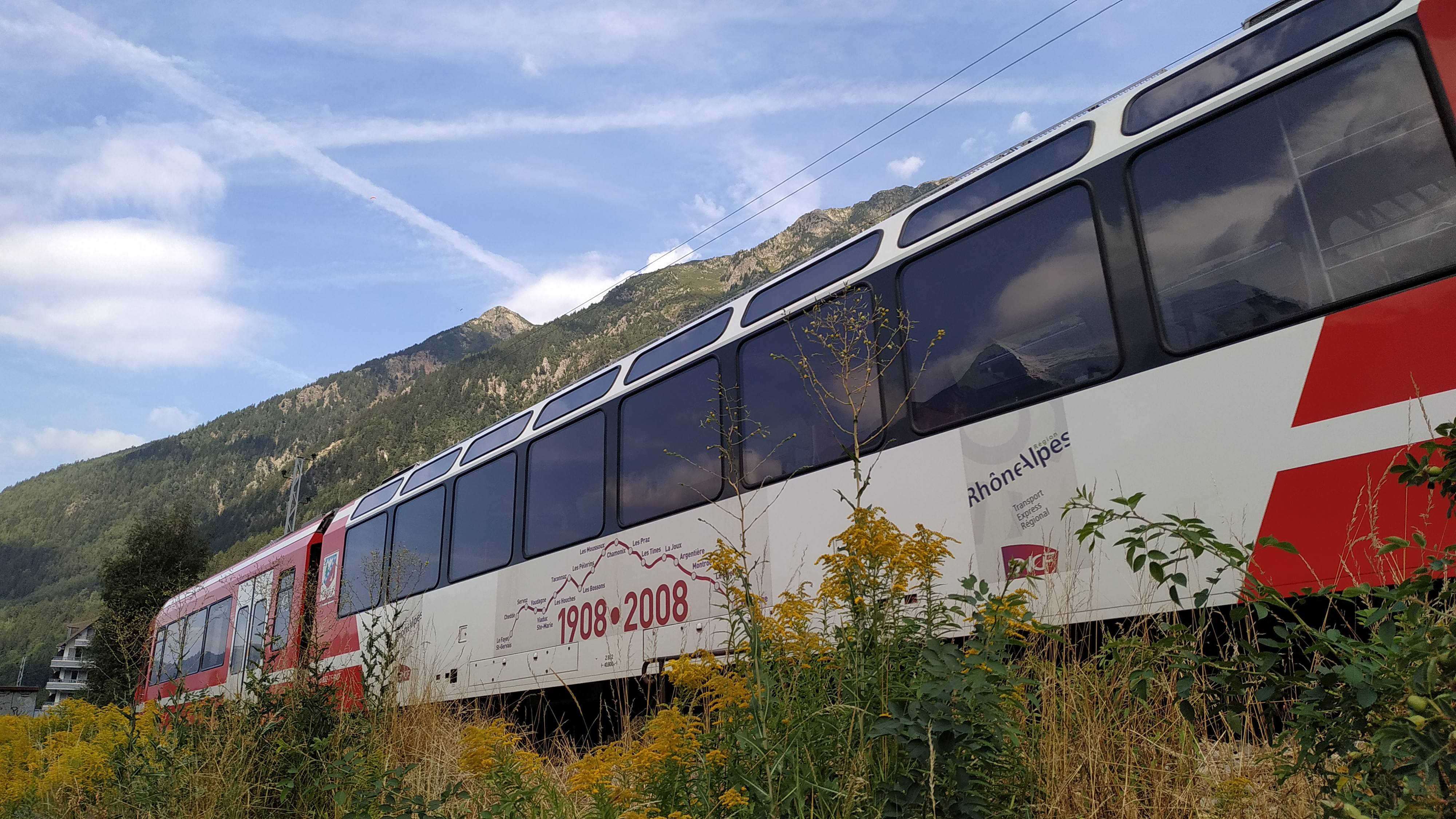
Le Mont-Blanc-Express, train touristique de la vallée de Chamonix

Les trois dernières lignes à voie métrique de la SNCF, dont une en Sologne et en Berry, une en Pyrénées et une dans les Alpes ont également un intérêt touristique certain, dont notamment les deux dernières qui sont électrifiées par troisième rail. Il s'agit du Chemin de fer du Blanc-Argent exploité par une filiale de Keolis, de la ligne de Cerdagne et de la ligne de Saint-Gervais-les-Bains-Le Fayet à Vallorcine (frontière). D'autres lignes à voie métrique traversant des paysages exceptionnels existent : le tramway du Mont-Blanc, le chemin de fer du Montenvers, la ligne de Nice à Digne, les chemins de fer de la Corse, et le chemin de fer de la Rhune. Ils ne sont pas exploités par la SNCF et ne font pas partie du TER, mais assurent toutefois un service régulier (service public ou service à des fins touristiques selon les cas). Nombreux sont également les trains touristiques sans service régulier (mais pouvant circuler quasi quotidiennement en saison) et exploités bénévolement par des associations, parfois avec l'aide de salariés en ce qui concerne les lignes les plus visitées.

### Les lignes classiques sans desserte TER

#### Parcourues par des Intercités
Un petit nombre de lignes classiques ouvertes au service voyageurs ne sont pas desservis par des trains TER, mais uniquement par des trains Intercités sans réservation obligatoire et sans supplément, pouvant être empruntés sous les mêmes conditions tarifaires que les TER. Sont concernées les sections suivantes :
- ligne de Saint-Germain-des-Fossés à Nîmes-Courbessac de Saint-Germain-des-Fossés à Gannat (24,0 km), en Auvergne, les Intercités desservant Saint-Germain-des-Fossés comme unique arrêt commercial sur cette ligne[38] ;
- ligne de Béziers à Neussargues, de Saint-Chély-d'Apcher à Neussargues (55,7 km), en Languedoc-Roussillon et Auvergne, à l'exception toutefois d'un aller-retour hebdomadaire par car TER (par la route)[39].

#### Parcourues par des TGV
Un petit nombre de lignes classiques ouvertes au service voyageurs ne sont pas desservis par des trains TER, mais uniquement par des TGV à réservation obligatoire et avec supplément, ne pouvant pas être empruntés sous les mêmes conditions tarifaires que les TER. Sont concernées les sections suivantes :
- ligne de la Maurienne : la section entre la gare-frontière de Modane et la gare suivante en Italie (Bardonnèche) ; toutefois, les dimanches et jours fériés, la ligne 3 du service ferroviaire métropolitain de Turin parcourt ce tronçon.

Il s'agit des uniques passages de frontière sur ligne classique utilisés uniquement par des TGV.
- La portion de la ligne du Haut-Bugey entre la gare de Nurieux et la gare de Bellegarde, entièrement sur le territoire français, est une ligne classique parcourue uniquement par des TGV (si l'on excepte les services routiers TER par autocars desservant par exemple Nantua).
- une petite portion de la Grande Ceinture entre Valenton et Villeneuve-le-Roi est, elle, empruntée uniquement par des TGV (intersecteurs de/vers la LGV Atlantique) et du fret ; elle ne comporte pas d'arrêt commercial.

#### Lignes frontalières desservies uniquement par un réseau étranger
La ligne d'Esch-sur-Alzette à Audun-le-Tiche est uniquement desservie par les CFL, au départ de la gare d'Audun-le-Tiche, vers le Luxembourg. Le même cas de se présente avec la gare de Volmerange-les-Mines, sur la ligne de Bettembourg à Volmerange-les-Mines.

## Cartes des dessertes
| Nomad Train            | TER Hauts-de-France | TER Fluo                       |
|                        |                     |                                |
| TER BreizhGo           | Île de France       | Mobigo                         |
| Aléop en TER           | Rémi                | TER Auvergne-Rhône-Alpes       |
| TER Nouvelle-Aquitaine | liO Train           | TER Provence-Alpes-Côte d'Azur |
|                        |                     | CF Corse                       |

## Projets de rénovation et de réouverture de lignes
Certaines régions, dont c'est la compétence, ont entrepris une vaste politique de rénovation des infrastructures du TER.
À la suite de l'ouverture des LGV, de nombreuses liaisons inter-régionales (Lyon-Nantes, Nantes-Marseille, Lille-Strasbourg, etc.) ont été détournées par la région parisienne, et certaines lignes transversales ont perdu tout ou partie de leur trafic grandes lignes. Certaines régions reprochent à la SNCF de délaisser ces lignes.
Cependant quelques lignes inter-régionales sont en cours d'amélioration. L’axe Lyon-Nantes doit être électrifié afin de faciliter le transit des marchandises depuis la façade atlantique alors que la ligne ne transporte plus qu'un flux limité de voyageurs grandes lignes depuis le lancement du TGV Lyon-Nantes via Massy TGV. RFF a déjà électrifié la ligne Tours-Vierzon en 2008 et la ligne Vierzon-Saincaize doit l’être à l'horizon 2011.
Sur le plan national, la SNCF dévoile en octobre 2023 un projet de train à batterie, permettant de convertir à l'électrique les trains actuellement à mi-vie disposant de moteurs diesel. Ainsi, 700 rames en circulation doivent être électrifiées, ce qui doit permettre de réduire de 85% les émissions de CO2 selon la SNCF. Cinq régions sont associées au dispositif et participent à l'expérimentation : les Hauts-de-France, l'Occitanie, Provence-Alpes-Côte d'Azur, l'Auvergne-Rhône-Alpes et la Nouvelle-Aquitaine. Une mise en circulation est prévue fin 2024.

### Région Midi-Pyrénées puis Occitanie
La région Midi-Pyrénées (actuelle Occitanie) a inauguré ce mouvement le 1er septembre 2003 sur la ligne C de Toulouse intégrée à la fois dans les TER Midi-Pyrénées et le réseau métropolitain Tisséo et cadencée au quart-d'heure sur la proche banlieue et à la demi-heure sur la lointaine banlieue (L'Isle-Jourdain). Dans cette même région, la ligne D, ainsi que la ligne en tronc commun Toulouse - La Tour de Carol, ont suivi le mouvement en 2004 (même fréquence que précédemment, avec Muret et Pamiers comme terminus). Au vu du mauvais état du réseau régional, très peu entretenu par la SNCF depuis qu'elle a récupéré le réseau de la Compagnie du Midi dans les années 1930 au profit des lignes de la moitié nord-est de la France qu'il fallait renforcer pour les transports de marchandises du Nord et de la Lorraine, en 2008, la région Midi-Pyrénées a été la première à lancer un « Plan Rail » (d’environ 800 millions d’euros) pour rénover l'ensemble du réseau régional.

### Autres régions
Le 9 décembre 2007, le TER Rhône-Alpes entre dans la première phase d'un plan de cadencement généralisé, dont la réalisation par étapes est prévue jusqu’en 2010.
Les régions Aquitaine, Bourgogne et PACA sont entrées dans l'horaire cadencé en 2008 et 2009.
Depuis le 5 décembre 2008, une rame rénovée appelée Moovi TER circule en Bretagne pour présenter les nouveautés possibles pour les TER.

## Identité visuelle
C'est en 1986 que naît la marque TER qui vise à créer une unité graphique entre les différents services de trains régionaux. La première version du logo s'accorde avec les quatre couleurs proposées aux régions pour l'ornement de leurs nouvelles rames. Cette identité évolue largement en 2002 pour gagner en modernité.

Logo de 1986 à 2002.
Logo depuis 2002.